# Sottospazio invariante
In algebra lineare un sottospazio invariante di un operatore lineare {\displaystyle T:V\rightarrow V}, dove {\displaystyle V} è uno spazio vettoriale, è un sottospazio vettoriale {\displaystyle W} di {\displaystyle V} tale che {\displaystyle T(W)\subset W}, ovvero tale che l'immagine rispetto a {\displaystyle T} di ciascun elemento di {\displaystyle W} è contenuta in {\displaystyle W} stesso. Si dice anche che {\displaystyle W} è {\displaystyle T}-invariante.
La caratteristica principale di un sottospazio {\displaystyle T}-invariante è che è possibile restringere {\displaystyle T} ad esso, ovvero definire l'operatore lineare:
{\displaystyle \left.T\right|_{W}:W\rightarrow W}
Lo spazio {\displaystyle V} e il sottospazio {\displaystyle {0}}  sono banalmente sottospazi invarianti per qualunque operatore lineare in {\displaystyle V}. Per alcuni operatori lineari non esiste un sottospazio invariante non banale. Si consideri come esempio facilmente visualizzabile una rotazione (operatore lineare) di un angolo {\displaystyle \theta \neq k\pi }, con {\displaystyle k\in \mathbb {Z} }, nello spazio bidimensionale reale.
Gli eventuali autospazi di un operatore sono, per definizione, sottospazi invarianti. L'esistenza di autovalori per l'operatore dunque garantisce l'esistenza di sottospazi invarianti non banali. Tornando all'esempio precedente, infatti, non esistono autovalori in una rotazione nello spazio {\displaystyle \mathbb {R} ^{2}} , come si nota esaminando il polinomio caratteristico associato all'applicazione.
In teoria dei gruppi, dato un gruppo {\displaystyle G} con rappresentazione su uno spazio vettoriale {\displaystyle V}, la sua azione di gruppo è definita come una funzione {\displaystyle G\times V\to V}. Se un sottospazio {\displaystyle W} di {\displaystyle V} è invariante sotto l'azione di gruppo, questo viene detto sottorappresentazione.

## Rappresentazione matriciale
Sia {\displaystyle W} un sottospazio invariante per {\displaystyle T:V\to V}. Sia {\displaystyle C=\{\mathbf {v} _{1},\dots ,\mathbf {v} _{k}\}} una base di {\displaystyle W}, e la si completi ad una base {\displaystyle B} di {\displaystyle V}. Allora la matrice di trasformazione di {\displaystyle T} rispetto a tale base ha la forma:
{\displaystyle T={\begin{bmatrix}T_{11}&T_{12}\\0&T_{22}\end{bmatrix}}}
dove il blocco {\displaystyle T_{11}} è la restrizione di {\displaystyle T} a {\displaystyle W}.
In altri termini, dato un sottospazio invariante {\displaystyle W} per {\displaystyle T}, lo spazio {\displaystyle V} può essere decomposto nella somma diretta:
{\displaystyle V=W\oplus W'\qquad T={\begin{bmatrix}T_{11}&T_{12}\\T_{21}&T_{22}\end{bmatrix}}:{\begin{matrix}W\\\oplus \\W'\end{matrix}}\rightarrow {\begin{matrix}W\\\oplus \\W'\end{matrix}}}
con {\displaystyle T_{21}:W\to W} che è nullo.

## Reticolo dei sottospazi
I sottospazi invarianti sono definiti in generale per insiemi di operatori come sottospazi invarianti rispetto all'azione di ogni operatore dell'insieme considerato. Sia {\displaystyle L(V)} l'algebra delle trasformazioni lineari su {\displaystyle V}. Dato un insieme non vuoto {\displaystyle \Sigma \subset L(V))}, i sottospazi invarianti rispetto ad un elemento {\displaystyle T\in \Sigma } formano un reticolo denotato spesso con {\displaystyle {\mbox{Lat}}(T)} (dall'inglese lattice). Si verifica:
{\displaystyle {\mbox{Lat}}(\Sigma )=\bigcap _{T\in \Sigma }{\mbox{Lat}}(T)}
Ad esempio, se {\displaystyle \Sigma =L(V)} allora {\displaystyle {\mbox{Lat}}(\Sigma )=\{\{0\},V\}}.
Nel reticolo sono definite due operazioni, {\displaystyle \wedge } e {\displaystyle \vee }:
{\displaystyle \bigwedge _{W\in \Sigma '}W=\bigcap _{W\in \Sigma '}W\qquad \bigvee _{W\in \Sigma '}W={\mbox{span}}\bigcup _{W\in \Sigma '}W}
per {\displaystyle \Sigma '\subset \Sigma }. Un elemento minimale in {\displaystyle {\mbox{Lat}}(\Sigma )} è detto sottospazio invariante minimale.

## Teorema di Burnside
Sia {\displaystyle V} uno spazio vettoriale complesso di dimensione finita. Per ogni sottoalgebra propria {\displaystyle \Sigma } di {\displaystyle L(V)}, il reticolo {\displaystyle {\mbox{Lat}}(\Sigma )} contiene elementi non banali. Si tratta di un risultato simile al teorema fondamentale dell'algebra che si applica ad algebre non commutative.
Una conseguenza del teorema è che ogni famiglia di elementi che commutano in {\displaystyle L(V)} può essere simultaneamente triangolarizzata superiormente. Un insieme non vuoto {\displaystyle \Sigma \subset L(V)} è detto triangolarizzabile se esiste una base {\displaystyle \{\mathbf {e} _{1},\dots ,\mathbf {e} _{n}\}} di {\displaystyle V} tale che:
{\displaystyle {\mbox{span}}\{e_{1},\cdots ,e_{k}\}\in {\mbox{Lat}}(\Sigma )\qquad \forall k\geq 1}
Ovvero, {\displaystyle \Sigma } è triangolarizzabile se esiste una base in cui ogni elemento di {\displaystyle \Sigma } è rappresentato da una matrice triangolare superiore. Segue dal teorema di Burnside che ogni algebra commutativa {\displaystyle \Sigma } in {\displaystyle L(V)} è triangolarizzabile, e quindi ogni famiglia di elementi che commutano in {\displaystyle L(V)} può essere simultaneamente triangolarizzata superiormente.